# Schlacht von Stefaniana
In der Schlacht von Stefaniana im Mai 1344 trafen erstmals ein serbisches und ein türkisches Heer aufeinander. Die Schlacht endete mit einem Sieg der türkischen Reiterei.

## Hintergrund
Im byzantinischen Bürgerkrieg 1341–1347 unterstützte der serbische Zar Stefan Dušan zunächst den byzantinischen Regenten Johannes VI. Kantakuzenos, wechselte dann auf die Seite des byzantinischen Kaisers Johannes V. Palaiologos. Kantakuzenos fand alsbald neue Verbündete im Beylik von Aydın, einem türkischen Fürstentum, das sich in der heutigen Ägäisregion befand. Der Fürst von Aydın, Umur Bey, kam Kantakuzenos mit etwa 3.000 Reitern zu Hilfe (laut den Quellen von Kantakuzenos; einige heutige Historiker sprechen gar von nur 300 Reitern). Die türkischen Hilfstruppen beteiligten sich am Versuch Kantakuzenos’, die bedeutende Hafenstadt und zweitwichtigste Stadt des Byzantinischen Reiches, Thessaloniki, einzunehmen. Die Belagerung scheiterte, zudem wurde die byzantinisch-türkische Flotte von Kantakuzenos und Umur Bey von einer vereinigten Flotte der Venezianer, Johanniter und dem Königreich Zypern geschlagen und schwer in Mitleidenschaft genommen, so dass die türkischen Hilfstruppen gezwungen waren, den Landweg in ihre Heimat anzutreten.

## Verlauf
Davon erfahrend, entsandte Stefan Dušan einen Elitetrupp der so genannten Panzerreiter unter dem Woiwoden Preljub nach den türkischen Hilfstruppen, mit dem Befehl, das türkische Hilfsheer an Ort und Stelle zu vernichten. Jenes bestand überwiegend aus der leichten Reiterei, so dass ein Sieg der serbischen Panzerreiter als sicher galt. Die Panzerreiter erreichten das türkische Hilfsheer bei Stefaniana unweit des Volvi-Sees nördlich der Halbinsel Chalkidiki. Die türkische Reiterei zog sich daraufhin auf einen stark bewucherten Berg zurück, auf dem die schwere Reiterei der Serben nur schwer vorankam. Die Panzerreiter stiegen von ihren Pferden, um den Berg zu Fuß zu erringen, worauf die türkische Reiterei plötzlich umlenkte und auf die serbischen Panzerreiter stürmte. Von dem Ansturm überrascht, konnten die abgestiegenen Panzerreiter nur schwachen Widerstand leisten. Nach ihrem überraschenden Sieg über die serbischen Panzerreiter setzte die türkische Reiterei ihren Weg zu den Dardanellen fort, um sich von dort auf die kleinasiatische Seite einzuschiffen. Auf die Politik Stefan Dušans hatte die Schlacht bei Stefaniana keinen direkten Einfluss. Jedoch erzeugte die Niederlage seiner Elitereiterei, die der türkischen Reiterei unter Umur Bey eigentlich überlegen war, dazu noch unter dem Befehl Preljubs, der als erfahrenster Feldheer Dušans galt, einen bitteren Nachgeschmack, war auch der Nimbus der Unbesiegbarkeit, den sich Dušan aufgebaut hatte, damit zerstört.